# Fiji Link
 (janvier 2024).
Si vous disposez d'ouvrages ou d'articles de référence ou si vous connaissez des sites web de qualité traitant du thème abordé ici, merci de compléter l'article en donnant les références utiles à sa vérifiabilité et en les liant à la section « Notes et références ».
Fiji Link est une compagnie aérienne fidjienne et une filiale de Fiji Airways. Son siège est situé à l'aéroport international de Nadi, à Nadi. Elle exploite des services réguliers vers 11 destinations aux Fidji ainsi que quelques destinations internationales dans les îles du Pacifique.

## Histoire
Fiji Link fut fondé en 1980 sous le nom de Sunflower Airlines, avec un seul avion Britten Norman BN2 Islander, effectuant la liaison Nadi - Taveuni. La compagnie fut plus tard renommée Sun Air. Outre les BN2 Islanders qui restaient l'épine dorsale de la flotte, la compagnie aérienne exploitait une large gamme de turbopropulseurs, notamment le BE-95 Baron, le A65 Queen Air, le de Havilland Heron, le Short 330 et le DHC-6 Twin Otter. En janvier 2007, avant la passation officielle à Air Pacific, sa flotte comptait 12 appareils et la société employait près de 140 personnes.
Le 31 janvier 2007, la compagnie a été vendue et cédée à Fiji Airways, anciennement Air Pacific. Fiji Airways a ensuite renommée Sun Air sous le nom de Fiji Airlines Limited, la compagnie aérienne exerçant cependant ses activités sous le nom de Pacific Sun. La compagnie a commencée ses opérations avec huit avions, dont deux avions ATR 42-500 achetés d'occasion à Air Mauritius, ainsi que trois Islanders BN2 existants et trois Twin Otter DHC-6. Cependant, la flotte a été réduite à seulement quatre entre décembre 2010 et juin 2011 en raison de la réduction des coûts économiques, ce qui a entraîné le retrait de la flotte de BN2 Islander ainsi que d'un DHC-6 Twin Otter. Deux DHC-6 Twin Otter supplémentaires loués ont été ajoutés à la flotte en juin 2011 pour porter la flotte de Pacific Sun à six avions.
En novembre 2013, Fiji Airways a annoncé que Pacific Sun allait être rebaptisée « Fiji Link », pour mieux correspondre avec l'identité de sa société mère. Les opérations sous le nom de Fiji Link ont débuté en juin 2014.

## Destinations
Fiji Link exploite des services réguliers vers les 11 destinations nationales suivantes et deux destinations internationales.
| Pays/territoire | Ville        | Aéroport                           | Remarques |
| --------------- | ------------ | ---------------------------------- | --------- |
| Fidji           | Cicia        | Aéroport de Cicia                  |           |
| Fidji           | Kadavu       | Aéroport de Kadavu                 |           |
| Fidji           | Koro         | Aéroport de Koro                   |           |
| Fidji           | Labasa       | Aéroport de Labasa                 |           |
| Fidji           | Lacaba       | Aéroport de Lakeba                 |           |
| Fidji           | Nadi         | Aéroport international de Nadi     | Hub       |
| Fidji           | Rotuma       | Aéroport de Rotuma                 |           |
| Fidji           | Savusavu     | Aéroport de Savusavu               |           |
| Fidji           | Suva         | Aéroport international de Nausori  | Hub       |
| Fidji           | Taveuni      | Aéroport de Matei                  |           |
| Fidji           | Vanua Balavu | Aéroport de Vanuabalavu            |           |
| Tonga           | Tongatapu    | Aéroport international Fuaʻamotu   |           |
| Tuvalu          | Funafuti     | Aéroport international de Funafuti |           |

## Flotte
La flotte Fiji Link se compose des avions suivants répertoriés dans le tableau ci-dessous.
| Avion                | En flotte | Ordres | Passagers | Passagers | Passagers | Remarques |
| Avion                | En flotte | Ordres | J.        | Oui       | Total     | Remarques |
| -------------------- | --------- | ------ | --------- | --------- | --------- | --------- |
| ATR42-600            | 1         | –      | –         | 48        | 48        |           |
| ATR72-600            | 2         | –      | 4         | 64        | 68        |           |
| DHC-6-400 Twin Otter | 4         | –      | –         | 19        | 19        |           |
| Total                | 7         | 0      |           |           |           |           |